# Nora Alonso Casajús
Nora Alonso Casajús (Pamplona, 1975) es una bióloga española dedicada al desarrollo y crecimiento de empresas tecnológicas en el sector agroalimentario.  

## Biografía
Nació en Pamplona en el año 1975. Licenciada en Biología en la Universidad de Navarra (1999). También es Diplomada en Estudios Vascos por la misma universidad (2004) y Doctorada en Biología por la Universidad Pública de Navarra (2005). Completó su formación con un Máster en Dirección y Administración de Empresas en la escuela de negocios IMF International Business School (2016) y formación en Liderazgo y Gestión de Personas con OTTO Walter (2016). 

## Trayectoria profesional
Ejerció como becaria predoctoral en el laboratorio de Genética de la Universidad Pública de Navarra, en la línea de investigación de marcadores moleculares microsatélites y DNA ribosomal (2000-2002). También fue becaria predoctoral en el Instituto de Agrobiotecnología de la misma universidad, investigando sobre factores implicados en la regulación de la producción de almidón y glucógeno en plantas y bacterias (2002-2005). Durante su doctorado, fue coautora de once artículos publicados en revistas científicas internacionales y varias patentes internacionales.
En 2005, al mismo tiempo que finalizaba su doctorado, cofundó la empresa agro-biotecnológica Iden Biotechnology, de la que fue directora general y miembro del Consejo de Administración hasta el año 2020, empresa cuyo objetivo era desarrollar productos que ayudan a los agricultores a mejorar el rendimiento de la producción agrícola, así como la calidad de sus productos, de una forma más sostenible. Durante ese periodo, entre los años 2017 y 2019 fue además Directora de la empresa TIDAS Agrotech Pvt.Ltd. en India.
Desde 2020 participa en una empresa de consultoría estratégica con sede en EE. UU. en la que sigue trabajando con investigadores, entidades de investigación públicas y privadas, empresas y fondos de inversión, en hacer realidad la transferencia de los resultados de investigación a la sociedad, así como el desarrollo y crecimiento de las empresas del sector agroalimentario.  
Entre 2016 y 2021 fue Miembro Correspondiente Joven y desde el 2021 Académica Correspondiente de Jakiunde, Academia de las Ciencias, de las Artes y de las Letras, cuyo objetivo es difundir y promover estas disciplinas constituyendo un foro de reflexión, análisis, diagnóstico y asesoramiento sobre los retos de las comunidades científica, artística y literaria y de la sociedad en general. Desde su incorporación a Jakiunde ha participado activamente en diferentes actividades de la academia, en las que ha sido ponente de Jakinmina (2017) y ha presentado el programa de Jakinmina en Tudela durante los cursos 2018-2019, 2019-2020 y 2020-2021. Además, durante el curso académico 2021-2022 ha sido moderadora del programa “Perspectivas” de CIVICAN, un espacio de encuentro con especialistas de diferentes temáticas como la edición genética, la evolución, la enfermedad, la comunicación científica o los populismos entre otros.
Desde 2006 ha sido miembro de la Junta Directiva de la plataforma tecnológica y de biotecnología vegetal Biovegen. Participó como coordinadora del grupo de trabajo de biocombustibles de ASEBIO, la Asociación Española de Bioempresas y, entre 2015 y 2019, formó parte de la Junta Directiva del Clúster Agroalimentario de Navarra (Nagrifood).
En 2017 fue nombrada coordinadora del Club de Emprendedores de la Universidad Pública de Navarra, iniciativa impulsada y organizada por el Consejo Social de la UPNA en colaboración con el Laboratorio Universitario de Creación de Empresas/CEIN y el vicerrectorado de Estudiantes, Empleo y Emprendimiento.
Participa en programas de mentoría como Innovactoras o el Programa Radia (Fundación ONCE) y en charlas para la difusión de la ciencia a la sociedad como Ciencia en el Bar (2017), Polymat day (2018) y el Seminario de Innovación y experiencias empresariales de la UPNA (2021). Además, en 2018 participó en el debate sobre herramientas biotecnológicas en agricultura en el Parlamento Europeo.
Sus aportes a la innovación inciden en los Objetivos de Desarrollo Sostenible, en concreto a la reducción de las desigualdades (ODS 10), a la promoción de Producción y consumo responsables (ODS 12), el desarrollo de la Industria e infraestructura (ODS 9) y a la mejora del Medio ambiente (ODS 13) y de la Vida de los ecosistemas terrestres (ODS 15). Ha estado implicada en la estrategia impulsada por el Gobierno español Industria Conectada 4.0.

## Premios y reconocimientos
- 2005: Premio Ideactiva al mejor proyecto innovador de negocio, organizado por CEIN, Caja Laboral y Gobierno de Navarra.[25]
- 2007: Premio ENISA de Innovación, 25.º aniversario en el ámbito tecnológico de energía y medio ambiente, organizado por la Empresa Nacional de Innovación S.A.[25]
- 2008: Finalista del Premio Emprendedor XXI.[25]
- 2011: Nominada al premio TR35 Spain 2011, organizado por Technology Review, publicación del Massachusetts Institute of Technology (MIT).[26]
- 2015: Premio Generador de Empleo concedido por la Asociación de Jóvenes Empresarios de Navarra (AJE) a la empresa fundada por ella.[27]
- 2016: Presentada como una de los diez Líderes Empresariales por Navarra Capital.[28]
- 2016: Premio SomosEmpresa en la categoría de Innovación.[26]